# لور بوريل
لور بوريل (بالإنجليزية: Lower Burrell, Pennsylvania)‏ هي مدينة تقع في مقاطعة ويستمورلاند (بنسيلفانيا) بولاية بنسيلفانيا في الولايات المتحدة. تبلغ مساحة هذه المدينة (كم²)، بلغ عدد سكانها 11761 نسمة في عام 2010 حسب إحصاء مكتب تعداد الولايات المتحدة.

## الموقع الجغرافي
الموقع الجغرافي للمناطق المحيطة بهذه النقطة هو كالتالي:

## أعلام
- ستيفان لوندبيرغ

## وصلات خارجية
- The US50 - Cities and Towns in Pennsylvania State

قالب:مدن بنسيلفانيا